# 保拉·普罗托帕帕
保拉·普罗托帕帕（義大利語：Paola Protopapa，1965年5月6日—），意大利女子越野滑雪、赛艇、帆船运动员。她曾代表意大利参加2008年、2010年和2012年残疾人奥林匹克运动会，获得一枚金牌。